# Luna Moth
Luna Moth è un singolo della cantante statunitense Maya Hawke, pubblicato il 21 settembre 2022 come terzo estratto dal secondo album in studio Moss.